# Фене (Кот-д’Ор)
Фене́ (фр. Fénay) — коммуна во Франции, находится в регионе Бургундия. Департамент коммуны — Кот-д’Ор. Входит в состав кантона Жевре-Шамбертен. Округ коммуны — Дижон.
Код INSEE коммуны — 21263.

## Население
Население коммуны на 2010 год составляло 1465 человек.
| 1962 | 1968 | 1975 | 1982 | 1990 | 1999 | 2010 |
| ---- | ---- | ---- | ---- | ---- | ---- | ---- |
| 362  | 414  | 1068 | 1226 | 1346 | 1340 | 1465 |

## Экономика
В 2010 году среди 963 человек трудоспособного возраста (15—64 лет) 698 были экономически активными, 265 — неактивными (показатель активности — 72,5 %, в 1999 году было 72,1 %). Из 698 активных жителей работали 663 человека (349 мужчин и 314 женщин), безработных было 35 (12 мужчин и 23 женщины). Среди 265 неактивных 93 человека были учениками или студентами, 129 — пенсионерами, 43 были неактивными по другим причинам.